# 肢端肥大症
肢端肥大症（英語：Acromegaly）是肇因於人體的生長板關閉後生長激素（GH）仍過度分泌所引起的疾病。 最初的症狀通常是手部和足部腫大，前額、下巴和鼻子也可能會變大。其他症狀可能包括關節疼痛、皮膚增厚、聲音變低沉、頭痛以及視力變差。此症有可能併發第2型糖尿病、睡眠呼吸中止症以及高血壓。
此類患者的腦下垂體會分泌出過量的生長激素，超過95％的病例是因為腦部生有良性腫瘤，稱為垂體腺瘤。此症不是從上一代遺傳得來。除垂體腺瘤外，此症甚少肇因於身體其他部位發生的腫瘤。診斷時可先讓受測者喝下葡萄糖後測量生長激素的變化，或是直接測量受測者血液中的胰島素樣生長因子1，若有異常，可再就腦部進行醫學造影以尋找垂體處有無腺瘤。若生長激素分泌過量是自患者童年時期就已經開始，則會罹患巨人症。
此症的治療選項包括手術切除腫瘤、藥物治療及放射線治療。手術通常是首選的治療方法，尤其在腫瘤尚小時就切除預後最佳。而對於已接受手術但未改善病情的患者，可嘗試服用體抑素或GH受體拮抗劑等藥物，放射線治療的療效則較手術或藥物緩慢。患者若未接受治療，平均餘命只有約10年；不過若能接受治療，則患者的預期壽命就會與常人無異。

在美國，每10萬人中約有6人會罹患此症，最常於中年時確診。男女罹病的機率相同。法國外科醫生Nicolas Saucerotte在1772年的記錄是第一次對此症所作的醫學描述。「Acromegaly」這個單字源自希臘語「ἄκρον」（akron）和「μέγα」（mega），意思分別為「極端」和「大」。

## 病徵
- 唇、鼻增大
- 聲音變得低沉
- 四肢變粗
- 牙齒之間的空隙增加
- 外側視線模糊
- 關節炎、腕隧道症候群
- 脂溢性皮炎
- 睡眠窒息症
- 糖尿病
- 視力障礙
- 心律衰竭
- 高血壓
- 女性經期不穩，胸部縮小；男性陽痿

## 檢查
- 測定血清生長激素含量

- 磁共振造影檢查

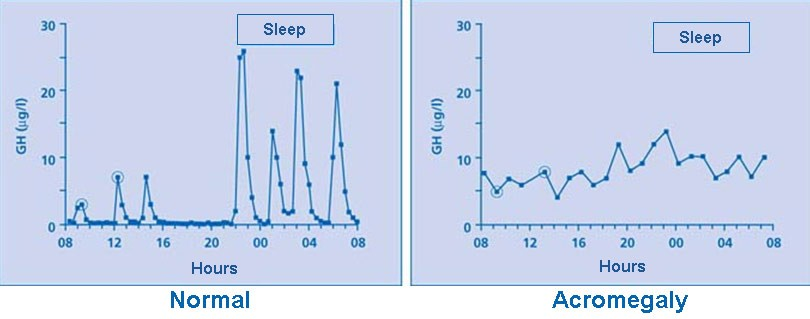
正常受试者（图左）密集血清GH测量显示：GH在检测不到的数值（大多数时间）与高达30μg/L（90mIU/L）峰值（点缀其间）之间波动；肢端肥大症受试者（图右）则呈现：GH 分泌过多且连续，并无检测不到的水平。

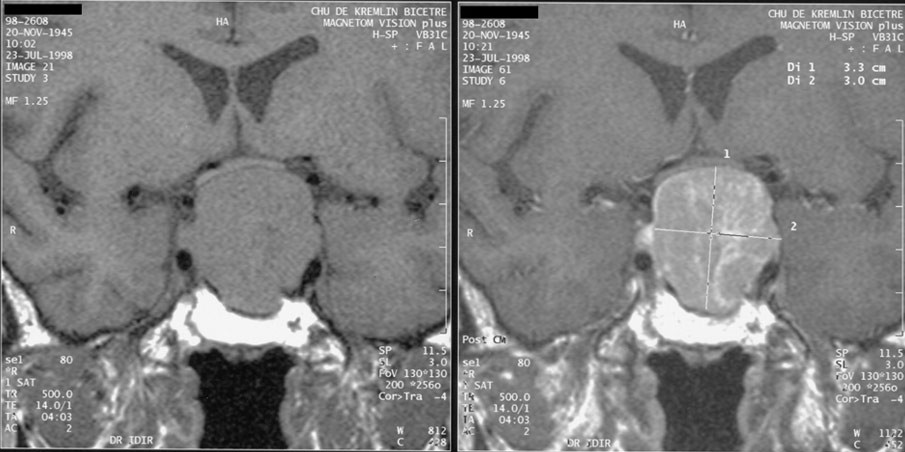
垂体大腺瘤的磁共振图像，此瘤导致肢端肥大症并因鞍上扩展而压迫视交叉。

- 有研究者采用超声波剪切波弹性成像（ultrasound shear wave elastography）技术评价肌肉的厚度和硬度[7]

## 原因
超過90%的患者是由於腦下垂體有腫瘤。腫瘤不但會令患者頭痛、視力減弱，更可能影響其他荷爾蒙的生產。
有些患者是由於其他腺有腫瘤，而這些腺體又生產刺激生長激素生產的GHRH，因而有陰莖勃起。

## 治療
- 手術：移除腫瘤。
- 藥物：這些藥物同時減少生長激素生產和腫瘤的大小。第一種藥物是溴隐亭，副作用包括嘔吐、鼻塞、站立時輕微頭痛，但它在部分病人上的效果較不彰顯。第二種藥物是奥曲肽(善宁)和兰瑞肽(索马杜林)配合使用，但由於前者會影響胰臟功能，服者較易患上膽石症和糖尿病)。
- 放射治療：用於接受過其他手術後體內乃有腫瘤的病人。

## 外部連結
- Acromegaly (Endocrine and Metabolic Diseases Information Service)
- 肢端肥大症可致死 手腳發脹屬病徵（明報） （页面存档备份，存于）
- 生長激素瘤(肢端肥大症) （页面存档备份，存于）